# ضوري مذهب
ضوري مذهب أو الجندوري (الاسم العلمي: Zeus faber) هو نوع من الأسماك يتبع جنس الضوري من الفصيلة الضورية.